# Diocese de Neyyattinkara
A Diocese de Neyyattinkara (Latim:Dioecesis Neyyattinkaraensis) é uma diocese localizada no município de Neyyattinkara, no estado de Querala, pertencente a Arquidiocese de Thiruvananthapuram na Índia. Foi fundada em 14 de junho de 1996 pelo Papa João Paulo II. Com uma população católica de 160.795 habitantes, sendo 11,0% da população total, possui 88 paróquias com dados de 2020.

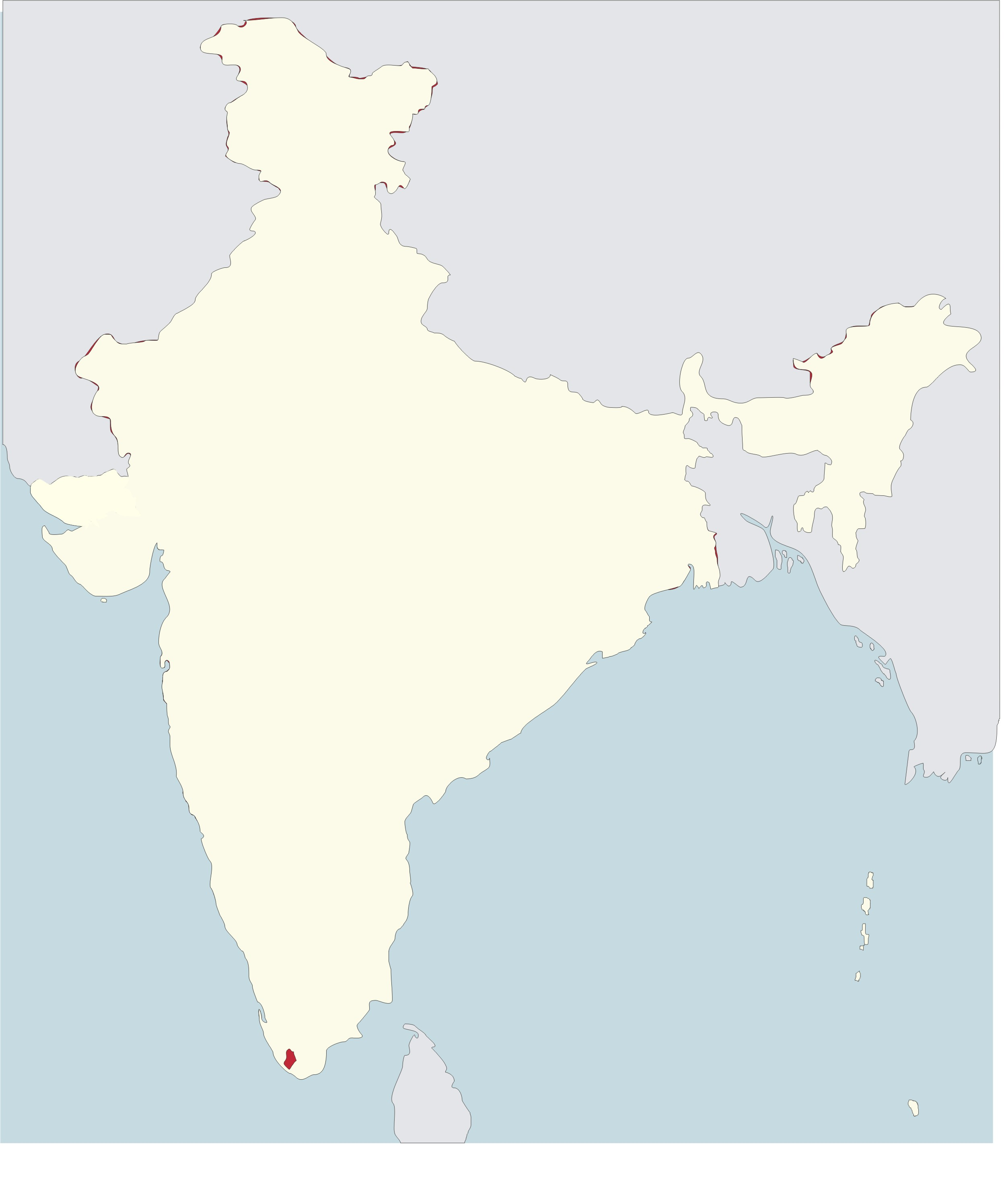
Localização da diocese no mapa

## História
Em 14 de junho de 1996 o Papa João Paulo II cria a Diocese de Neyyattinkara através do território da Eparquia de  Trivandrum. Em 2004 a Diocese de Neyyattinkara tem sua província eclesiástica alterada, passando de Verapoly para Thiruvananthapuram.

## Lista de bispos
A seguir uma lista de bispos desde a criação da diocese em 1996.
|                 | Nome             | Período | Notas |
| Bispo           | Bispo            | Bispo   | Bispo |
| --------------- | ---------------- | ------- | ----- |
| 1º              | Vincent Samuel   | 1996 -  | Atual |
| Bispo coadjutor |                  |         |       |
|                 | Selvarajan Dasan | 2025 -  | Atual |